# 朱劍凡
朱劍凡（1883年—1932年），原名周家純，男，湖南省長沙府寧鄉人，中国革命教育家。

## 生平
朱劍凡祖上系明英宗庶七子朱見浚，封为吉王。明朝末年，清軍南下，湖南境內的明藩王吉王聯合名將何騰蛟及闖軍余部堅持抗清。戰敗後吉王全家被殺害，只有時年十歲的次子逃至今天的湖南省寧鄉縣山區。幸得周氏族人庇護，認為養子，改名換姓，將「吉」字加「冂」為周，方免遭俘殺。朱劍凡出身富戶，其父亲周达武加入湘军，随左宗棠出征西北，任甘肃提督19年（1875—1894年）。朱劍凡，庶出，生母為周家的小妾。朱劍凡母子二人倍受大房的歧視與欺凌。他有感於自小與母親的遭遇，這也觸發了他日後創辦女校的決心。
朱劍凡早年留學日本，回國後於1905年「毀家興學」， 1907年捐献占地80余亩的私家園林「蛻園」，改辦“周南女學堂”，辛亥革命后学校改名周南女子师范学校。1920年改为周南女中。即現在的湖南省長沙市周南中學。
1911年，朱劍凡領導學生參加反清革命活動，並號召湖南新軍起兵響應武昌起義。辛亥革命后，周家这一支复认朱姓，重修族谱。周家纯改名为朱剑帆，后又省写“帆”为“凡”。
1919年，朱劍凡投身五四運動，創立健學會。1920年參加驅逐軍閥張敬堯的鬥爭。1920年9月，他邀請时任湖南一师附小主事的毛澤東住校，討論局勢，並資助毛澤東創辦文化書社。
1920年，朱劍凡當選為省議員，並參加中国国民党第一次全国代表大会，後又歷任國民黨長沙市黨部常委、湖南省政府委員、長沙市政籌備處主任等職。 
1927年5月21日「馬日事變」後，朱劍凡被國民黨當局抄家和通緝。
1926年，朱劍凡藉北伐之機，自廣州返回長沙，任國民黨長沙市黨部常務委員，並擔任長沙市市政籌備處處長兼長沙市公安局局長，市政府成立後任市長。 「四‧一二」後，朱劍凡組織省城聲討蔣介石反革命罪行大會，擔任大會主席。
1928年，朱劍凡再次東渡日本。
1930年，朱劍凡回到上海，追隨宋慶齡、魯迅等人發起組織自由運動大同盟，並參與共產黨地下事務。
1932年夏，朱劍凡因胃癌病逝。先葬於上海公墓，1953年遷葬北京八寶山革命公墓。

## 墓誌銘
張唯一為朱劍凡題寫墓誌銘曰：
樹植女權，肇公之業。擁護革命，竟公之節。全公業者有夫人之懿德；成公志者公己寄期望於嗣哲。物化歇墟，魂縈新國。公之精神其不滅。

## 家庭
朱剑凡的父亲周达武，字梦熊（1827年－1895年），号渭臣，湘军名将，湖南宁乡大屯营（原道林石家湾）人。18岁参加湖南巡抚骆秉章的湘军。周达武彪悍善战，10年中升为记名总兵。经骆秉章推荐给左宗棠，随左宗棠进驻兰州，担任甘肃提督19年（1875年—1894年）。1894年周达武升任新疆巡抚，但未及交卸便病故兰州。《清史稿》有周达武传。
朱剑凡生母为姚氏。
朱剑凡夫人魏湘若，乃晚清名臣魏光焘（出身湘军，任新疆巡抚、云贵总督、陕甘总督、两江总督、南洋大臣、总理各国事务大臣）之女。1900年结婚。
朱剑凡有五子三女，皆為中国共产党党员。
- 長女朱佛根
- 長子朱伯深，任職於外交部歐美司司長，後為中國人民對外文化協會副祕書長，中調部科技局副局长。儿媳陶錫琪，是清代名臣陶澍的第四代後人。曾為大同幼稚園看護，曾照顧過毛岸英兄弟。 [5]
- 次子朱學伊
- 三女朱仲芷，又名朱慕慈，金陵女子大學畢業，中共黨員，負責情報工作。嫁于中国人民解放军大将蕭勁光（又作肖勁光）。
- 朱覺，又名朱堅、朱淑平。同濟大學學生。1932年，因张國燾黨內大肅反時遭杀害，時年21 岁。[6]
- 六子朱叔平，曾任紅軍四方面軍兵工廠廠長，1931年作戰犧牲。[4]
- 七子朱竟之，原廣東商業廳長。[7]
- 八女朱仲麗，[8] 學醫出身，曾做過毛澤東的保健醫生。後成為著名作家，著有「女皇夢」，「江青外傳」等書。朱仲麗之夫為中共中央政治局委員，中国人民政治协商会议全国委员会常务委员，中共中央外事小組副組長王稼祥。